# Ouesso
Pour les articles homonymes, voir Ouesso (Gari-Gombo).
Ouesso (prononcé [weːso]) est une ville du nord de la République du Congo, chef-lieu du département de la Sangha. Sa population était de 75 095 habitants en 2023, date du dernier recensement officiel du pays,.
La ville est la capitale économique et commerciale de la Sangha ainsi que la première place agro-forestière du pays. Ouesso est le siège d’une antenne de la Banque des États de l'Afrique centrale.

## Géographie

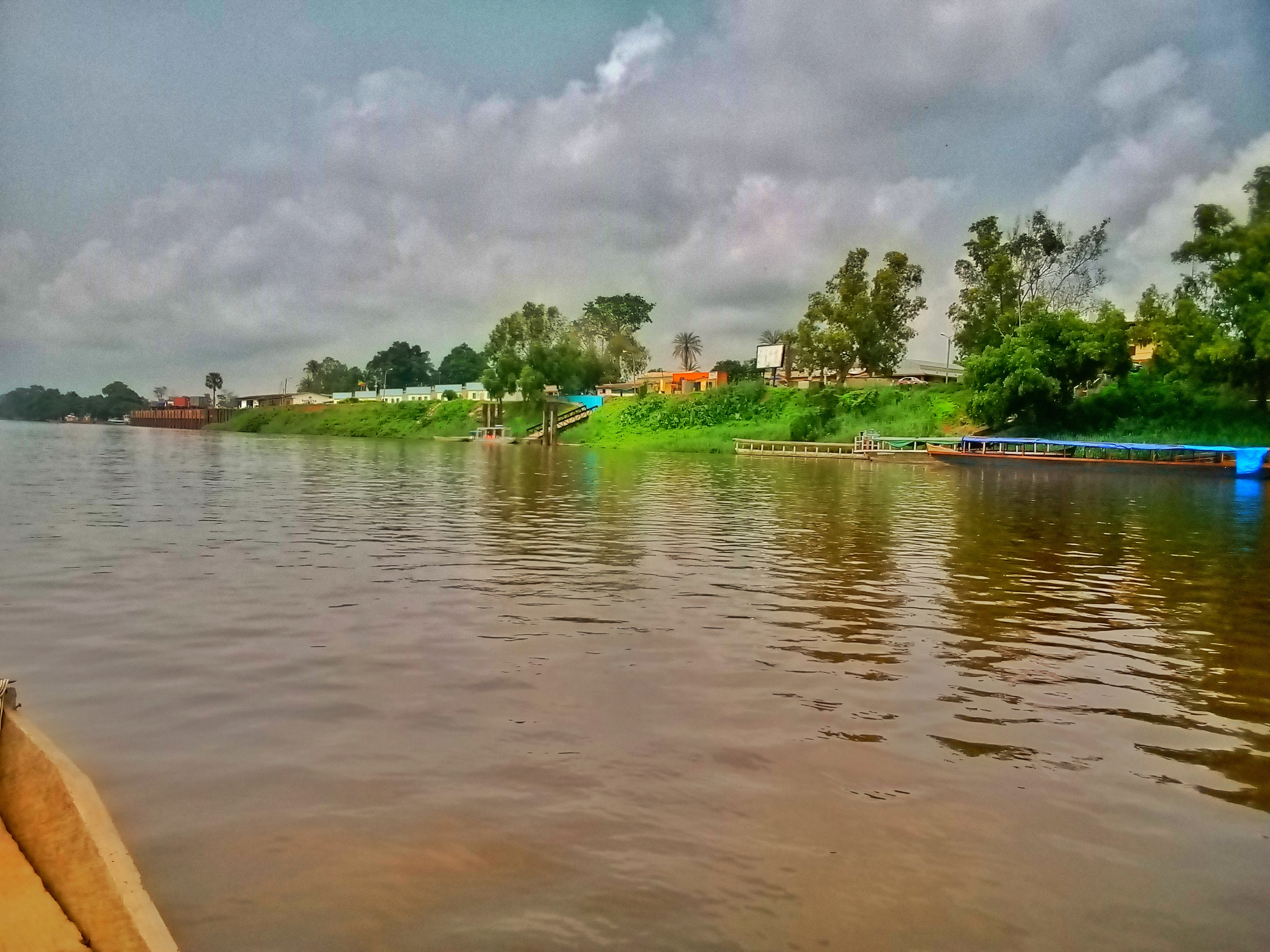
Port secondaire de Ouesso

Ouesso est située dans le nord de la République du Congo, dans le département de la Sangha. La ville est stratégiquement positionnée près de la frontière avec le Cameroun  et se trouve au cœur de la forêt équatoriale du bassin du Congo, une des plus grandes zones forestières tropicales au monde.
La géographie de Ouesso est marquée par un climat équatorial caractérisé par des températures élevées et une humidité importante tout au long de l'année. Les précipitations sont abondantes, ce qui contribue à la luxuriance de la végétation environnante.
La ville est traversée par la rivière Sangha (rivière) en aval du confluent de celle-ci avec la rivière Ngoko, un affluent du fleuve Congo (fleuve). Cette rivière joue un rôle crucial dans le transport et le commerce local, servant de voie navigable importante pour les échanges entre Ouesso et les régions voisines.

## Histoire

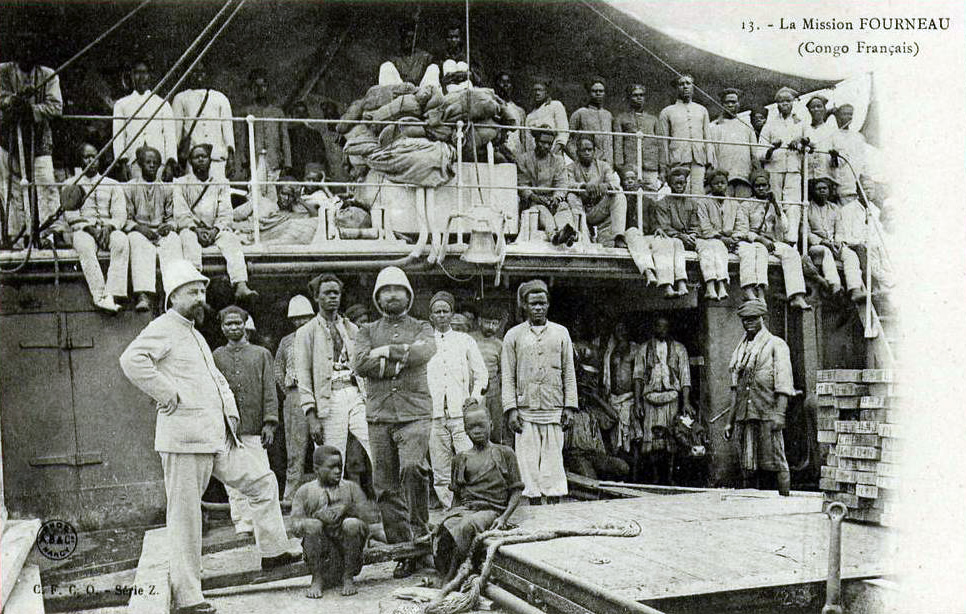
La mission Fourneau-Fondère.

Ouesso, ville la plus peuplée de la Sangha, comptait au 1er janvier 2012 31 062 habitants. L'agglomération de Ouesso s’est largement développée au cours du xxe siècle.
Sa position, en aval de la confluence Ngoko et Sangha, a fait de cette ville la porte d’évacuation principale de l’arrière-pays camerounais et des forestiers de la Sangha. Dès l'Antiquité, le site est habité par les populations pygmées et est une zone de chasse importante. Sa position loin de la capitale Brazzaville, contrôlée par le pouvoir colonial français puis par celui de l'État congolais à partir de 1960, font de Ouesso une ville « libre ». Durant la période coloniale, elle est passée à plusieurs reprises sous domination allemande.
En 1891, la mission commandée par Alfred Fourneau fonde un poste colonial français à Ouesso, au confluent de la Sangha et du Ngoko. Cette mission, partie d'Ouesso le 12 février 1891 et arrivée le 29 mai 1891 à Libreville, avait notamment pour but d'étudier la création d'une voie de communication entre l'estuaire du Gabon et la Sangha.

Ouesso en 1904
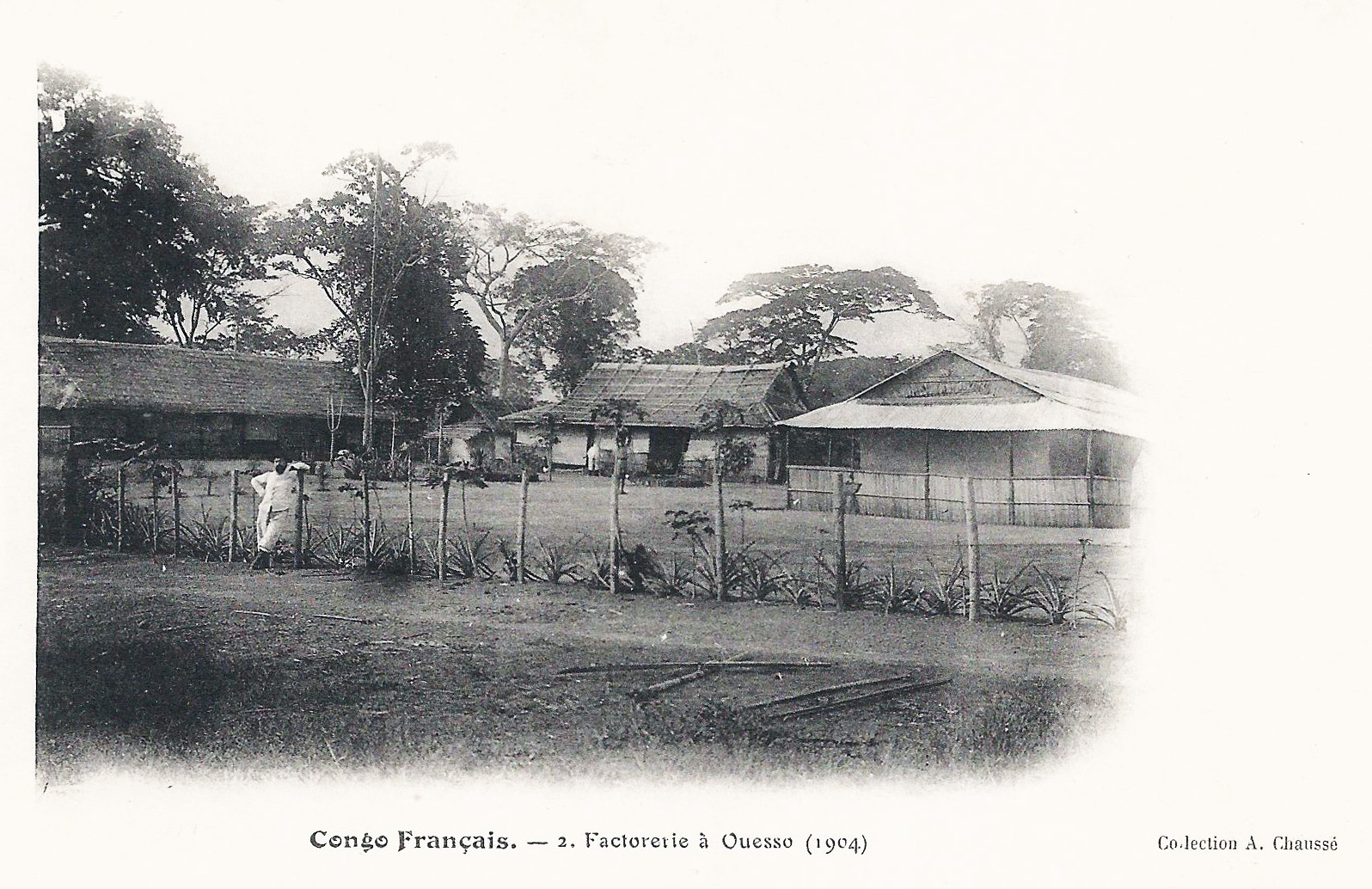
Factorerie à Ouesso.
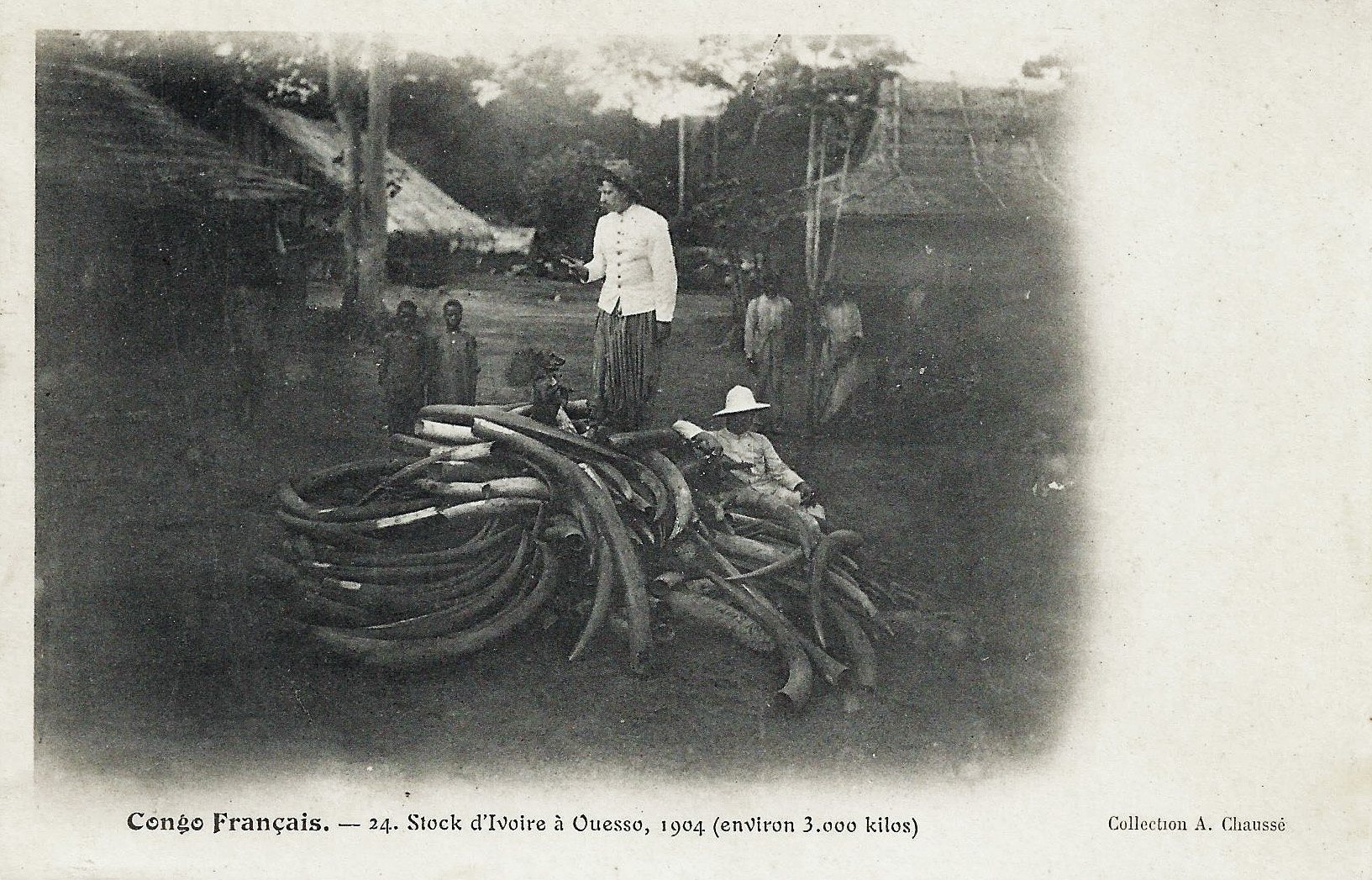
Stock d'ivoire (c. 3 000 kg).
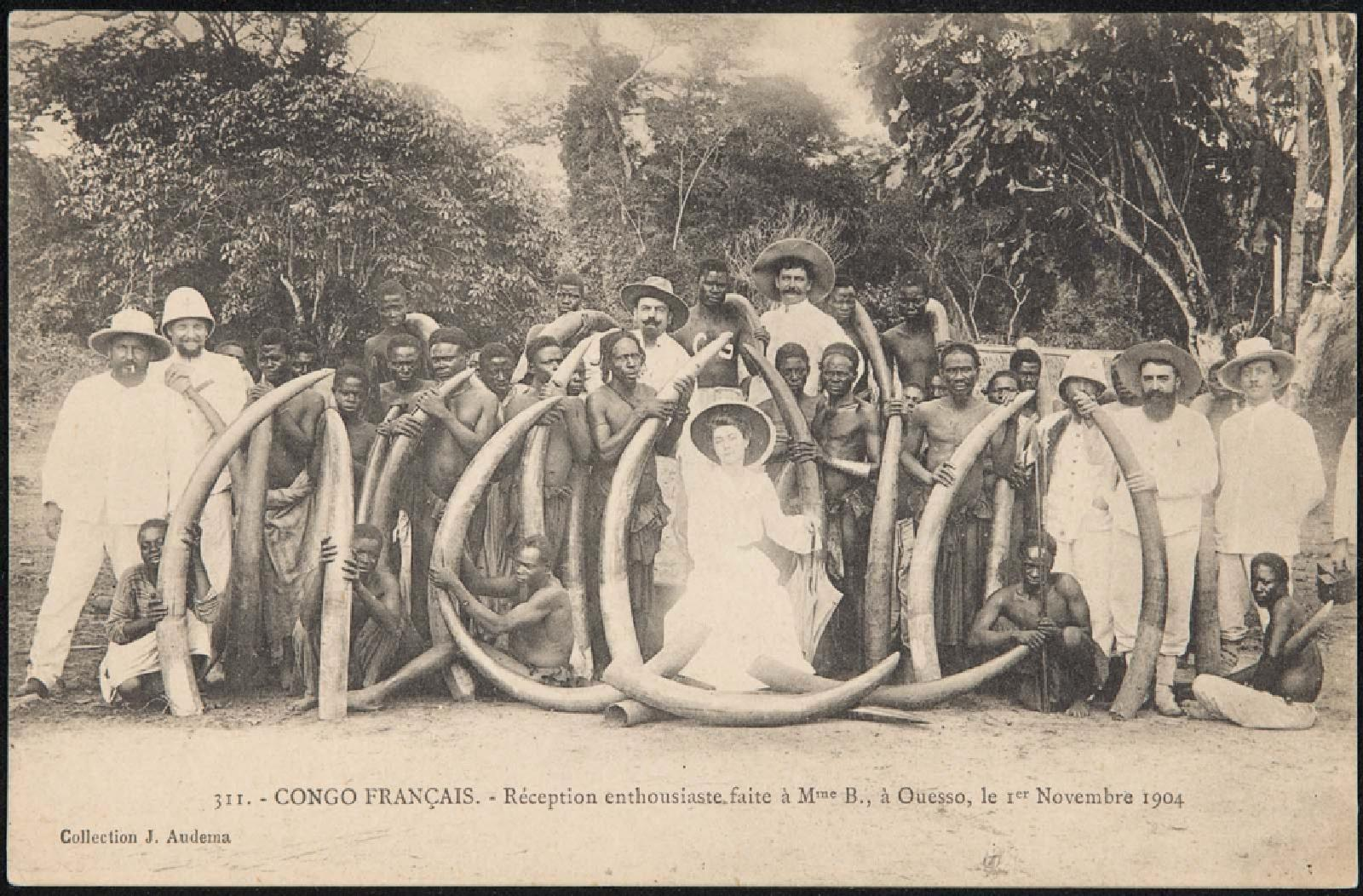
Réception de Mme B.

La domination coloniale sur cette ville et sur la Sangha n’a jamais vraiment été effective. Il y a eu des périodes entières de quasi-autonomie sous la coupe de chefs tribaux locaux. Ouesso revient définitivement dans le giron du Congo français à partir de la défaite allemande de 1918.

## Économie
L'économie de Ouesso, située dans la région de la Sangha en République du Congo, repose sur trois principaux piliers : l'exploitation forestière, l'agriculture et le commerce. La ville est un centre névralgique pour l'extraction du bois, tirant parti de sa proximité avec la vaste forêt du bassin du Congo. Cette activité génère des emplois et stimule les échanges commerciaux locaux.
L'agriculture constitue également un secteur clé, avec des cultures telles que le manioc, le maïs et les légumes. Cette activité est cruciale pour la sécurité alimentaire de la région et emploie une partie importante de la population. Le commerce, bien que moins développé que dans les grandes villes, s'étend progressivement grâce aux marchés locaux et aux commerces qui desservent la communauté.
Des projets d'infrastructure, comme le pont sur la rivière Sangha, visent à améliorer les connexions de transport et à renforcer l'intégration économique de Ouesso avec d'autres régions. Ces initiatives sont essentielles pour stimuler le développement économique et ouvrir de nouvelles opportunités pour la ville.
Malgré ces perspectives de croissance, l'économie de Ouesso reste largement dépendante des ressources naturelles et de l'agriculture. Les efforts visant à diversifier l'économie et à moderniser les infrastructures sont cruciaux pour assurer un développement durable et équilibré dans les années à venir.

## Personnalités liées
- Jane Vialle (1906-1953), femme politique française de mère congolaise, y est née.
- Pascal Lissouba (né en 1931), homme politique congolais, y a été détenu.
- Stéphane-Maurice Bongho-Nouarra (1937-2007), homme politique congolais, y est né.
- Phil Darwin, humoriste congolais, y est né en 1977.
- Bernard Kolélas (1933-2009), homme politique congolais, y a été détenu.
- Ghislain Thierry Maguessa Ebomé (1975-), homme politique né à Ouesso, maire de la ville de 2014 à 2017.
- Baudouin Mouanda (1981-), photographe congolais né à Ouesso